# ATP Challenger Bangkok-4
Das ATP Challenger Bangkok-4 (offizieller Name: Wind Energy Holding Bangkok Open) war ein Tennisturnier in Bangkok, das 2016 einmal ausgetragen wurde. Es war Teil der ATP Challenger Tour und wurde auf Hartplatz ausgetragen. Es war bereits das vierte Turnier, was in Thailands Hauptstadt ausgetragen wird.

## Liste der Sieger

### Einzel
| Jahr | Sieger      | Finalgegner | Ergebnis        |
| ---- | ----------- | ----------- | --------------- |
| 2016 | Blaž Kavčič | Gō Soeda    | 6:0, 1:0 aufgg. |

### Doppel
| Jahr | Sieger                                                | Finalgegner                           | Ergebnis  |
| ---- | ----------------------------------------------------- | ------------------------------------- | --------- |
| 2016 | Wishaya Trongcharoenchaikul Kittipong Wachiramanowong | Sanchai Ratiwatana Sonchat Ratiwatana | 7:69, 6:3 |